# Alioth
Alioth (Èpsilon de l'Ossa Major / ε Ursae Majoris) és un estel de la constel·lació de l'Ossa Major, la més lluent de la mateixa amb magnitud aparent +1,76. Dels tres estels que formen la «cua» de l'Ossa, és la que està més prop del «cos».

## Nom
ε Ursae Majoris és coneguda per diferents noms. El seu nom àrab és Al-Jawn, i no es refereix a una ossa sinó a un «cavall negre». Alioth, escrit també com Aliioth o Aliath, també prové de l'àrab alyat, que significa «cua grossa d'una ovella». Un tercer nom, Al Hawar, significa «el blanc de l'ull» o «intensament brillant».
Els tres estels de la cua de l'ossa, Alioth, Mizar (ζ UMa) i Benetnasch —o Alkaid— (η UMa), representaven per als àrabs «les ploraneres» d'un festeig fúnebre. El fèretre, marcat pels estels del Carro Major, era seguit per les ploraneres, i el festeig recorria un lent i solemne moviment al voltant del pol nord celeste. Aquests deudos, els nens d'Al Na'ash, assassinat per Al Jadi, representat per Polaris, segueixen envoltant totes les nits a aquest últim en la seva set de venjança.
Dins de l'astronomia xinesa, ε Ursae Majoris era Yuh Kang, una porció d'un antic instrument astronòmic. Al costat d'altres estels situats entre ella i Megrez (δ Ursae Majoris), constituïa Seang, «el sotssecretari d'Estat».

## Característiques físiques

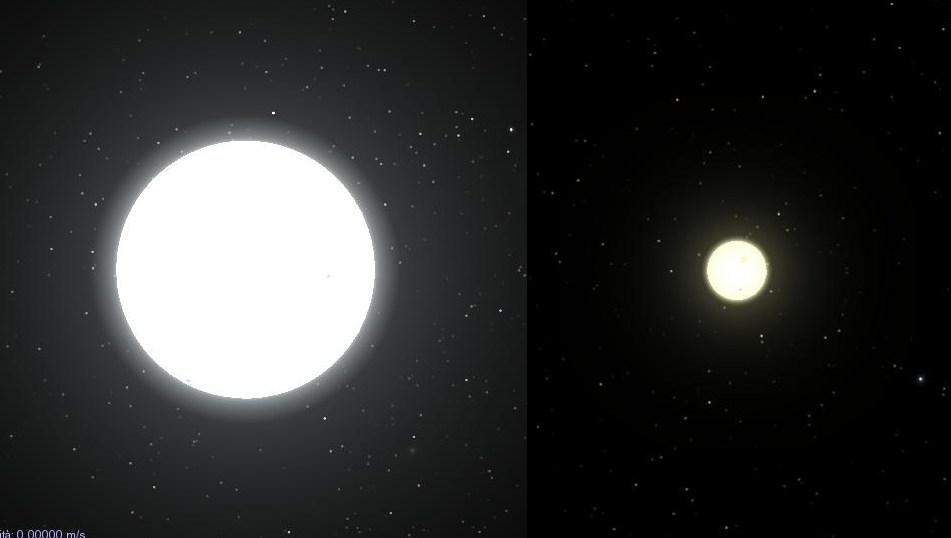
Alioth i el Sol a una distància de 0,23 UA (Celestia).

Alioth és un estel blanc de tipus espectral A0p 108 vegades més lluminosa que el Sol. Amb una temperatura efectiva de 9.400 K, el seu radi és 4 vegades major que el radi solar i la seva massa és el triple de la del Sol. És un estel Ap químicament peculiar, el més brillant de la seva classe. El seu espectre de llum és atípic, mostrant certs elements químics realçats o disminuïts, que a més semblen canviar amb gran regularitat amb la rotació de l'estel, en aquest cas cada 5 dies. Aquesta variació no es deu a la creació d'elements, sinó a la seva distribució en l'atmosfera de l'estel. Aquesta distribució està molt influïda pel camp magnètic estel·lar. Alguns elements es concentren en diferents regions de l'estel, entrant i sortint del camp de visió conforme l'estel rota. Així, l'abundància d'oxigen és 100.000 major en l'equador magnètic que en els pols magnètics —que no coincideixen amb l'equador i els pols de la rotació—; el crom es comporta de forma similar. Elements més pesants, com l'europi, també mostren grans variacions.
Classificada com un estel variable de tipus Alfa² Canum Venaticorum, Alioth exhibeix una petita variació en la seva lluentor de 0,02 magnituds. Curiosament, té un dels camps magnètics més febles entre els estels de la seva classe, amb poc més de 100 vegades major que el camp magnètic terrestre i 15 vegades més feble que l'observat en el prototip d'aquestes variables, α² Canum Venaticorum.
Alioth és membre de l'Associació estel·lar de l'Ossa Major, grup d'estels que té un moviment similar a través de l'espai amb un probable origen comú. Altres conegudes estrelles de la constel·lació, com Mizar (ζ UMa), Merak (β UMa) o Phecda (γ UMa) també formen part d'aquest grup. S'hi troba a 81 anys llum de distància del sistema solar.